# Сакмарська сільська рада (Зіанчуринський район)
Сакма́рська сільська рада (рос. Сакмарский сельский совет) — муніципальне утворення у складі Зіанчуринського району Башкортостану, Росія. Адміністративний центр — село Арсеново.

## Населення
Населення — 617 осіб (2019, 829 в 2010, 1064 в 2002).

## Склад
До складу поселення входять такі населені пункти:
| Населений пункт                         | Населення, осіб (2002) | Населення, осіб (2010) |
| --------------------------------------- | ---------------------- | ---------------------- |
| Арсеново, село                          | 709                    | 560                    |
| Тірякле, присілок                       | 106                    | 75                     |
| Ферми №3 Сакмарського совхоза, присілок | 249                    | 194                    |